# Sprakebüll
Sprakebüll é um município da Alemanha, localizado no distrito de Nordfriesland, estado de Schleswig-Holstein.

## Histórico
O local foi mencionado pela primeira vez em 1498. O nome do lugar pode significar Siedlung des Spragh, mas também pode se referir ao momento em que o local era uma área densamente florestada. Após a dissolução do Gutsbezirke Gaarde, Fresenhagen e Hogelund, estes foram incorporados em 1928 na comunidade. Em 1998, um parque eólico com cinco turbinas eólicas foi construído.